# Interaktionistischer Konstruktivismus
Der Interaktionistische Konstruktivismus ist ein sozial und kulturell orientierter konstruktivistischer Ansatz, der stärker als der subjektivistische Radikale Konstruktivismus und der eher sprachtheoretische Erlanger Konstruktivismus die Bedeutung der kulturellen und lebensweltlichen Interaktionen bei der Re-/De-/Konstruktion von Wirklichkeiten beachtet und analysiert (vgl. auch Soziokultureller Konstruktivismus).
Der Ansatz ist umfassend in dem zweibändigen Werk Die Ordnung der Blicke von Kersten Reich begründet worden.

## Nähere begriffliche Eingrenzungen
Der Interaktionistische Konstruktivismus setzt sich detailliert mit anderen Ansätzen in der Geistes- und Kulturgeschichte auseinander und versucht so, den Konstruktivismus als Ausdruck einer Kulturentwicklung und kultureller Praktiken zu verstehen und zu verdeutlichen. Dabei schließt er sowohl an die Handlungstheorien des Pragmatismus kritisch an, als auch an Ansätze des Poststrukturalismus, der Cultural Studies und des Dekonstruktivismus. Situiertes Lernen ist ebenfalls ein Teil dieser Didaktik.

## Beziehung zum Pragmatismus
Der Ansatz steht in enger Beziehung zum Pragmatismus von John Dewey. Er sieht in Dewey einen Vorläufer konstruktivistischen Denkens und interpretiert insbesondere seine Handlungstheorie als wegweisend für die Begründung einer Erkenntniskritik. Dabei übernimmt der Interaktionistische Konstruktivismus die Auffassung, dass Demokratie und Erziehung in einem zirkulären Verhältnis zu sehen sind. Demokratie ist nicht nur eine gesellschaftliche Verfassung, sondern immer auch ein Lernprozess, der durch hinreichende Partizipationsmöglichkeiten in der Bildung und Erziehung erst die Voraussetzungen einer demokratischen Teilnahme schafft. Die normative Begründung, dass Demokratie sich dabei sowohl durch die Möglichkeit von Unterschiedlichkeit in einer sozialen Gruppe, als auch der sozialen Gruppen miteinander auszeichnen sollte, teilt der Interaktionistische Konstruktivismus mit Dewey. Zum Verhältnis von Pragmatismus und Konstruktivismus siehe auch die Webseite des Kölner Dewey-Centers.

## Rolle des situierten Lernens
In der klassischen Schulsituation kann man konstruktivistisch Wissenselemente verinnerlichen, aber unter Umständen keine Anwendung hierfür finden. Sofern dieser Lerntransfer nicht gelingt, liegt träges Wissen vor. Wenn der Lernprozess stattdessen in einer authentischen Situation stattfindet, das heißt in einem erlebnis- und erkenntnisorientierten Arbeitsprozess, so kann der Lernende den Kontext mit den Wissenselementen verbinden, es entsteht situiertes Wissen.

## Anwendungen
Der Interaktionistische Konstruktivismus ist zwar als erkenntniskritischer Ansatz begründet worden, aber er hat besonders in der Pädagogik und Didaktik Anwendungsfelder gefunden, die seine Praxisrelevanz zeigen (z. B. im lernorientierten Fremdsprachenunterricht). Er wird auch systemisch-konstruktivistische Pädagogik bzw. Didaktik genannt, dies ist jedoch nicht auf die Systemtheorie bezogen: Die Systemik ergibt sich durch eine Wahrnehmung neuer Perspektiven und fremder Weltbilder im Rahmen der Interaktion, die zu einer Rekonstruktion des eigenen Weltbildes führen können (vgl. Systemische Therapie). Ein verwandter Ansatz ist die Ermöglichungsdidaktik.